# Xianshanosaurus shijiagouensis
Xianshanosaurus shijiagouensis es la única especie conocida del género extinto Xianshanosaurus de dinosaurio saurópodo somfospondilo, que vivió a mediados del período Cretácico, hace aproximadamente entre 125 a 100 millones de años, desde el Aptiense al Albiense, en lo que es hoy Asia. Xianshanosaurus es un oscuro dinosaurio chino, al parecer se trataba de un saurópodo relativamente grande Fue encontrado en la Formación Mangchuan, en el bajio Ruyang, villa Shijiagou, pueblo Liudian de la ciudad Luoyang, provincia de Henan, China. Puede ser un titanosauriano y Daxiatitan puede ser su pariente más cercano, pero sus relaciones evolutivas siguen siendo controvertidas.
Xianshanosaurus y su especie tipo X. shijiagouensis fueron nombrados por Lü Junchang, Xu Li, Jiang Xiaojun, Jia Songhai, Li Ming, Yuan Chongxi, Zhang Xingliao y Ji Qiang en 2009. El espécimen tipo, accedido en el Museo Geológico de Henan, consiste de diez vértebras caudales, un coracoides, un fémur y varias costillas. El nombre del género se refiere a la montaña Xian, en ideogramas chinos 岘山, pronunciado xiànshān, ubicada cerca de donde se encontró el holotipo.
Cuando se describió por primera vez a Xianshanosaurus, sus descubridores notaron que tenía una mezcla inusual de características de titanosaurianos y saurópodos no titanosaurianos, y lo clasificaron como un neosaurópodo indeterminado. En 2011, Philip Mannion y Jorge Calvo lo consideraron tentativamente un titanosauriano, y en 2012, Michael D'Emic lo interpretó como un titanosauriano litostrotiano.
Los estudios que han incluido a Xianshanosaurus en análisis filogenéticos lo han considerado como un taxón inestable. En varios estudios, se ha recuperado como un titanosauriano cerca o dentro de Lithostrotia, con Daxiatitan a veces recuperado como su taxón hermano. Por el contrario, Andrew Moore y sus colegas encontraron que era muy inestable, potencialmente perteneciente a Titanosauria, Turiasauria o Euhelopodidae. En el tercer caso, en el que se recuperó Euhelopodidae como un clado no neosaurópodo equivalente a Mamenchisauridae, Moore et al. también recuperó a Daxiatitan como el taxón hermano de Xianshanosaurus.
Xianshanosaurus compartió su hábitat con Ruyangosaurus, " Huanghetitan " ruyangensis, Yunmenglong, Luoyanggia y Zhongyuansaurus . Inicialmente se pensó que la Formación Haoling era del Cenomaniense, pero ahora se considera del intervalo Aptianense al Albiense